# LineageOS
LineageOS, cũng được gọi là LineageOS Android Distribution và Lineage (/ˈlɪn.i.ɪdʒ/), là một hệ điều hành tự do và mã nguồn mở cho điện thoại thông minh và máy tính bảng, dựa trên nền tảng di động Android. Đây là phiên bản kế tiếp bản ROM tùy chỉnh rất phổ biến CyanogenMod, khi mã nguồn của nó được sao chép lại vào tháng 12 năm 2016 khi Cyanogen Inc. quyết định ngừng phát triển và hủy bỏ các cơ sở hạ tầng của dự án. Vì Cyanogen Inc. vẫn giữ quyền sử dụng tên Cyanogen, dự án được đổi tên thành LineageOS.
LineageOS được chính thức ra mắt ngày 24 tháng 12 năm 2016, và mã nguồn của nó cũng được tải lên GitHub. Kể từ đó, các bản dựng của LineageOS đã có mặt trên hơn 178 mẫu thiết bị điện thoại, với hơn 1,6 triệu lượt cài đặt, và có lượng người dùng tăng gấp đôi trong tháng 2–tháng 3 năm 2017.

## Bối cảnh
CyanogenMod (thường được viết tắt là "CM") từng là một hệ điều hành mã nguồn mở rất nổi tiếng cho điện thoại thông minh và máy tính bảng, dựa trên nền tảng di động Android. Mặc dù chỉ một số ít người dùng CyanogenMod users elected to report their use of the firmware, tính tới ngày 23 tháng 3 năm 2015, một số báo cáo cho thấy hơn 50 triệu người đang sử dụng CyanogenMod trên điện thoại của mình. Nó cũng thường được các nhà phát triển khác dùng làm điểm bắt đầu cho các bản ROM khác của mình.
Vào năm 2013, người sáng lập của dự án, Steve Kondik, đã thực hiện góp vốn liên doanh để thành lập Cyanogen Inc., cho phép dự án được thương mại hóa. Theo ông, công ty đã không nắm được thành công của dự án, và vào năm 2016, ông hoặc là đã tự mình, hoặc đã bị buộc rời công ty. như một phần của quá trình tái cấu trúc công ty bao gồm thay đổi CEO, đóng cửa các văn phòng và dự án, và ngừng cung cấp dịch vụ. Phần mã nguồn của dự án, do vừa phổ biến và được phát hành dưới dạng mã nguồn mở, đã nhanh chóng được sao chép lại dưới cái tên mới LineageOS và dự án được phát triển trở lại dưới dạng một dự án cộng đồng.
CyanogenMod cho phép sử dụng một số tính năng và tùy chọn không có trong các firmware chính thức được phân phối bởi hầu hết nhà sản xuất thiết bị di động. Các tính năng bao gồm hỗ trợ các chủ đề giao diện, hỗ trợ chuẩn codec âm thanh FLAC, danh sách Tên Điểm Truy cập (APN) lớn, Privacy Guard (ứng dụng quản lý quyền cho từng ứng dụng), hỗ trợ tethering qua các giao diện phổ biến, tăng tốc CPU và các cải tiến hiệu năng khác, quyền truy cập gốc (root), các tùy chỉnh về nút, điều khiển bật/tắt trong phần thông báo (như Wi-Fi, Bluetooth và GPS), và các cải tiến giao diện khác. Nhiều tính năng từ CyanogenMod sau đó đã được tích hợp vào mã nguồn chính thức của Android. Theo nhà phát triển, CyanogenMod không chứa bất cứ phần mềm gián điệp hay bloatware. CyanogenMod cũng được cho là cải thiện hiệu năng và độ tin cậy hơn so với các bản phát hành chính thức.

## Phát triển
Tương tự như CyanogenMod, dự án được phát triển bởi rất nhiều những nhà phát triển cho từng thiết bị khác nhau và sử dụng Gerrit để kiểm tra mã. Dự án cũng được giữ lại kiểu đánh số phiên bản cũ (ví dụ, Android 7.1 là LineageOS 14.1). Các bản dựng được phát hành hàng tuần và được ký bằng chữ ký số riêng của LineageOS.
Trước khi ra mắt chính thức, nhiều nhà phát triển từ diễn đàn XDA đã phát triển các phiên bản không chính thức của LineageOS dựa vào mã nguồn.

## Lịch sử phiên bản
Xem thêm: https://en.m.wikipedia.org/wiki/LineageOS
| Phiên bản Lineage OS chính | Phiên bản Android             | Ngày phát hành                                        | Hỗ Trợ       | Tham khảo |
| -------------------------- | ----------------------------- | ----------------------------------------------------- | ------------ | --------- |
| 13.0                       | Android 6.0.1                 | 20 tháng 12 năm 2016 là CM 22 tháng 1 năm 2017 là LOS | Ngừng hỗ trợ |           |
| 14.1                       | Android 7.1.2 (Nougat)        | 9 tháng 11 năm 2016 Là CM 22 tháng 1 năm 2017 là LOS  | Ngừng hỗ trợ |           |
| 15.1                       | Android 8.1.0 (Oreo)          | 26 tháng 2 năm 2017                                   | Ngừng hỗ trợ |           |
| 16.0                       | Android 9 (Pie)               | 1 tháng 3 năm 2019                                    | Ngừng hỗ trợ |           |
| 17.1                       | Android 10 (Quince Tart)      | 1 tháng 4 năm 2020                                    | Ngừng hỗ trợ |           |
| 18.1                       | Android 11 (Red Velvet Cake)  | 1 tháng 4 năm 2021                                    | Ngừng hỗ trợ |           |
| 19                         | Android 12 (Snow Cone)        | 26 tháng 4 năm 2022                                   | Còn hỗ trợ   |           |
| 20                         | Android 13 (Tiramisu)         | 31 tháng 12 năm 2022                                  | Còn hỗ trợ   | [ 25 ]    |
| 21                         | Android 14 (Upside Down Cake) | 14 tháng 2 năm 2024                                   | Còn hỗ trợ   |           |

## Các ứng dụng được cài sẵn
LineageOS được đi kèm với các ứng dụng cơ bản nhưng không chứa các bloatware thường được cài sẵn bởi nhà sản xuất hay nhà mạng.
- AudioFX - Bộ chỉnh âm thanh với các cài đặt sẵn để tùy chỉnh trải nghiệm nghe nhạc.
- Browser - Trình duyệt web nhẹ dựa trên System Webview, dành cho các thiết bị thấp cấp, cũng được gọi là Jelly.
- FlipFlap - Ứng dụng dành cho các flip cover, chỉ có trên các thiết bị được chọn.
- Calculator - Máy tính dạng bốn chức năng đi kèm thêm một số chức năng nâng cao khác.
- Calendar - Lịch với các chế độ xem Ngày, Tuần, Tháng, Năm hay theo Lịch trình.
- Camera - Máy ảnh. Tùy theo thông số thiết bị mà ứng dụng sẽ chụp ảnh hay quay video, có cả chế độ toàn cảnh.
- Clock - Đồng hồ thế giới, Đồng hồ đếm ngược, Đồng hồ bấm giờ và Báo thức.
- Contacts - Danh bạ số điện thoại và địa chỉ email.
- Email - Ứng dụng email hỗ trợ các giao thức POP3, IMAP và Exchange.
- Files -  Trình quản lý tập tin đơn giản, cho phép sao, di chuyển và đổi tên tập tin trong bộ nhớ trong hay thẻ SD.
- Gallery - Thư viện sắp xếp các ảnh và video thành dòng thời gian hay các album để xem dễ dàng.
- Messaging - Nhắn tin SMS.
- Music - Trình chơi nhạc, trước kia có tên là Eleven.
- Phone - Ứng dụng gọi điện. Gồm cả Quay số nhanh, tìm số điện thoại và chặn cuộc gọi.
- Recorder - Trình ghi âm thanh và/hoặc quay màn hình.
- Trebuchet - Trình khởi động tùy chỉnh hỗ trợ bảo vệ ứng dụng.

Dù không được đi kèm theo mặc định, người dùng có thể cài đặt thủ công các ứng dụng Google, bao gồm Google Play Store và các ứng dụng Play với một gói zip GApps (OpenGApps).

## Một số tính năng đặc biệt
LineageOS cung cấp một số tính năng độc đáo mà AOSP không bao gồm:
- Vị trí nút tùy chỉnh - Đặt vị trí  cho các nút trên thanh điều hướng hoặc bật các nút trên màn hình cho các thiết bị có nút phần cứng.
- Cấu hình hệ thống - Bật hoặc tắt các cài đặt chung dựa trên cấu hình đã chọn (Ví dụ: cấu hình "Home" và cấu hình "Work"). Cấu hình có thể được chọn bằng tay hoặc thông qua việc sử dụng "trình kích hoạt", chẳng hạn như khi kết nối với một điểm truy cập WiFi cụ thể, kết nối với thiết bị bluetooth hoặc nhấn vào thẻ NFC.
- Cài đặt nhanh tùy chỉnh - Các ô cài đặt nhanh như "Caffeine" ngăn thiết bị ngủ, bật / tắt thông báo Heads Up, "Hiển thị xung quanh" và "ADB qua mạng" có mặt để dễ dàng chuyển đổi các cài đặt thường xuyên truy cập.
- Mở rộng Desktop – Force "immersive mode" in apps that do not enable it initially.
- LiveDisplay - Điều chỉnh nhiệt độ màu theo thời gian trong ngày.
- Trust - giúp bạn giữ an toàn cho thiết bị của mình và bảo vệ quyền riêng tư của bạn.
- Xáo trộn mã PIN - Đối với người dùng bảo vệ thiết bị của họ bằng ghim, bố cục có thể bị xáo trộn mỗi lần khóa thiết bị để khiến mọi người khó tìm ra khóa của bạn bằng cách nhìn qua vai bạn.
- Kích thước mẫu khóa tùy chỉnh - Ngoài kích thước mẫu 3x3 của Android, có thể sử dụng kích thước 4 x 4, 5x5 hoặc 6x6.
- Tùy chỉnh màn hình khóa - Màn hình khóa cho phép tất cả các loại tùy chỉnh, bao gồm ảnh bìa phương tiện, trình hiển thị nhạc, hiển thị thời tiết (nếu nhà cung cấp thời tiết được cài đặt) và nhấn đúp để ngủ.
- Nhà cung cấp thời tiết (Weather providers) - Hiển thị thời tiết trong các widget hoặc trên màn hình khóa với nhà cung cấp thời tiết. Chức năng này không có sẵn trong mặc định.
- Styles – Đặt chế độ chủ đề tối hoặc sáng toàn cầu và tùy chỉnh màu nhấn. Chức năng này cũng có thể được quản lý tự động bởi hệ thống dựa trên hình nền hoặc thời gian trong ngày (phù hợp với LiveDisplay).
- (Tùy chọn) Root - Cho phép các ứng dụng hoạt động với quyền truy cập root để thực hiện các tác vụ nâng cao. Qua add-on có sẵn từ trang tải xuống của LineageOS hoặc qua của bên thứ ba như Magisk, cả hai phải được flash từ Recovery

## Các thiết bị được hỗ trợ
LineageOS chính thức hỗ trợ 157 thiết bị cho phiên bản 17.1 và 18.1 đến ngày 1 tháng 4 năm 2021 bao gồm cả các thiết bị Nexus và các thiết bị do Google sản xuất. Các bản dựng chính thức trong nhánh phát triển hiện tại được gọi là "nightly" (hàng đêm), mặc dù chúng thường được phát hành một lần một tuần, và các bản dựng cho các thiết bị khác nhau được phát hành trải đều trong tuần để giảm áp lực lên hạ tầng xây dựng tự động. Trong hai tháng đầu của dự án, các nhà phát triển cũng song song phát triển các bản dựng thử nghiệm cho phép nâng cấp trực tiếp từ các phiên bản CyanogenMod cũ và cho phép chuyển đổi dễ dàng sang LineageOS.